# FN F2000
El FN F2000 es un fusil de asalto bullpup calibre 5,56 mm, diseñado por la empresa FN Herstal en Bélgica. El FN F2000 hizo su debut en marzo de 2001 en la exposición de defensa IDEX celebrada en Abu Dhabi, en los Emiratos Árabes Unidos.

## Características
El FN F2000 es un arma de diseño bullpup, con sistema de fuego selectivo, y utiliza la munición compacta de 5,56 x 45 mm OTAN. El fusil está conformado por dos partes principales que son el armazón del cañón y el armazón principal, acoplados entre sí por un eje pasador situado encima del guardamonte. Sobre el cañón posee rieles Picatinny, con los cuales se le pueden acoplar distintos accesorios como miras ópticas, reflex, etc. El armazón principal contiene el grupo de disparo, el cierre y el portacierre, el mecanismo de retorno y el cargador.
El FN F2000 es operado por sistema de retroceso por gases, de carga automática y es un fusil completamente ambidiestro. Pero el sistema de seguridad y el mecanismo del disparador fueron tomados del subfusil P90. El selector es un disco localizado debajo del disparador, que cumple doble función y asegura contra disparos accidentales (el selector tiene 3 posiciones: "S"-seguro,"1"-modo semiautomático,"A"-modo automático). La posición de "seguro" deshabilita el disparador. El grupo de martillo y resortes son de acero, mientras todo los demás componentes son de nylon moldeado por inyección, y el exterior del fusil está fabricado de materiales compuestos.
Una de las características más notables del FN F2000 es el hecho de que el eyector de vainas (casquillos) se encuentra orientado en dirección del cañón, totalmente paralelo a él, por lo cual las vainas vacías son repelidas hacia el frente del arma, en la misma dirección a la que apunta el arma, lo que posibilita su uso a personas diestras y zurdas.
El FN F2000 utiliza los cargadores estándares de la OTAN (cargador STANAG) con capacidad para 30 cartuchos. El botón de retención/liberación del cargador está instalado simétricamente en la empuñadura de pistola, en el frente del cargador; el retén del cargador está operado por un actuador de gran tamaño. El F2000 no está configurado de fábrica con un sistema de caída libre del cargador debido a la fricción de las juntas extraíbles de polvo. Hay que retirar el cargador manualmente. El fusil no tiene un dispositivo de retención del cerrojo, y éste no queda abierto después de disparar el último cartucho.

## Variantes
- FN F2000 Standard - Versión estándar.[3]
- F2000 Tactical - Versión compacta, para equipos de intervención y de asalto urbano.[4]
- F2000 Tactical TR - Versión compacta, para equipos de asalto urbano.[4]
- FS2000 Standar TR - version estándar compacta,para equipos de asalto urbano.[5]

## Usuarios
- Arabia Saudita[6][7]
- Bélgica[8][9]
- Chile
- Croacia[10]
- Eslovenia[11][12][13]
- India[14]
- Libia[15][16]
- Pakistán[17][18]
- Perú[17]
- Polonia[19][20]
- España Grupo Especial de Operaciones. Policía Nacional (GEO)
- Argentina

## Apariciones
El fusil FN F2000 se puede ver en:

### Películas
- Los juegos del hambre: en llamas
- Los juegos del hambre: sinsajo - Parte 1
- Iron Man 2
- G.I. Joe

### Videojuegos
- En la saga S.T.A.L.K.E.R con el nombre FT-200M

- La saga Splinter Cell con el nombre SC20K.

- Call of Duty: Modern Warfare 2
- Call of Duty: Modern Warfare III
- Call of Duty: Vanguard como BP50
- Battlefield: Bad Company 2
- Battlefield 3
- Battlefield 4: Second Assault
- Hitman: Blood Money.
- Modern Combat 5.
- Ghost Recon: Advanced Warfigther
- Ghost Recon: Future Soldier
- ARMA 3, como "Mk20"
- Battlefield 2 1.5
- Battlefield Hardline: Robbery
- Battlefield Play4free
- Operation 7
- CrossFire
- Warface
- Conflict Global Storm
- The Division 2
- Girl's Frontline